# Amatenango del Valle (kommun)
Amatenango del Valle är en kommun i Mexiko.   Den ligger i delstaten Chiapas, i den sydöstra delen av landet, 800 km öster om huvudstaden Mexico City. Antalet invånare är 8 728. Arean är 236 kvadratkilometer.
Terrängen i Amatenango del Valle är kuperad åt nordost, men åt sydväst är den bergig.
Följande samhällen finns i Amatenango del Valle:
- Amatenango del Valle
- El Madronal
- Benito Juárez
- San Gregorio
- Rancho Nuevo
- San José la Reforma
- San Miguel el Alto
- San Caralampio
- San Antonio Buenavista